# دیلی بیوگل
دیلی بیوگل (انگلیسی: Daily Bugle؛ به اختصار DB) یک روزنامه تبلیغاتی تخیلی در شهر نیویورک در کتاب‌های کمیک آمریکایی است، که توسط مارول کامیکس منتشر شده‌است. دیلی بیوگل یک برنامه منظم در دنیای کمیک مارول با بیشترین نقش در عنوان‌های کمیک مرد عنکبوتی دارد. حضور این روزنامه ابتدا در شماره ۲ چهار شگفت‌انگیز در ژانویه ۱۹۶۲ و دفاتر آن در کمیک شماره ۱ مرد عنکبوتی شگفت‌انگیز در مارس ۱۹۶۳ بود. دیلی بیوگل بیش‌ترین محبوبیت خود را مدیون فیلم مرد عنکبوتی (۲۰۰۲) است. این روزنامهٔ داستانی با الهام از روزنامه‌های نیویورک دیلی نیوز و نیویورک پست خلق شده‌است.